# ジュバ空港
ジュバ空港（ジュバくうこう、英: Juba Airport）は南スーダン共和国の首都ジュバにある国際空港である。

## 就航航空会社と就航都市
| 航空会社                 | 就航地                                                       |
| ------------------------ | ------------------------------------------------------------ |
| バダール航空             | ワウ空港（ワーウ）、 ハルツーム国際空港（ハルツーム）        |
| ターコ・エア             | ハルツーム国際空港（ハルツーム)                              |
| エチオピア航空           | ボレ国際空港（アディスアベバ）、エンテベ国際空港（エンテベ） |
| ケニア航空               | ジョモ・ケニヤッタ国際空港（ナイロビ）                       |
| フライ540                | ジョモ・ケニヤッタ国際空港 （ナイロビ ）                     |
| ルワンダ航空             | エンテベ国際空港（エンテベ）、キガリ国際空港（キガリ）       |
| エジプト航空             | カイロ国際空港（カイロ）                                     |
| フライドバイ             | ドバイ国際空港（ドバイ）                                     |
| ターキッシュエアラインズ | イスタンブール新空港（イスタンブール）                       |
| 国連人道支援航空サービス |                                                              |

貨物航空会社
| 航空会社                   | 就航地                                 |
| -------------------------- | -------------------------------------- |
| アストラル・アビエーション | ジョモ・ケニヤッタ国際空港（ナイロビ） |
| ナスエア                   | マッサワ国際空港（マッサワ）           |

## 事件・事故
- 2013年12月14日、クーデター未遂事件が発生。混乱を避けるため同日から18日まで空港が閉鎖された[1]。
- 2015年11月4日、2015年ジュバ空港墜落事故が発生。An-12型機が離陸直後に滑走路から800メートルの地点に墜落。乗員乗客39名のうち37名が死亡し、生存者は乗客2名（うち1名は生後13ヶ月の女児）だった。
- 2021年11月2日、地元企業が運航するAn-26型機が離陸直後に墜落。乗員5名が死亡した。